# Статистическая оценка
Статистическая оценка — это статистика, которая используется для оценивания неизвестных параметров распределений случайной величины.

## Определение
Например, если {\displaystyle X_{1},\ldots ,X_{n}} — это независимые случайные величины, с заданным нормальным распределением {\displaystyle N(\mu ,1)}, то {\displaystyle \mu } будет средним арифметическим результатов наблюдений.
Задача статистической оценки формулируется так:
Пусть {\displaystyle \xi =(\xi _{1},\ldots ,\xi _{n})} — выборка из генеральной совокупности с распределением {\displaystyle F_{\xi }(x,\theta )}. Распределение {\displaystyle F_{\xi }} имеет известную функциональную форму, но зависит от неизвестного параметра {\displaystyle \theta }. Этот параметр может быть любой точкой заданного параметрического множества {\displaystyle \Theta }. Используя статистическую информацию, содержащуюся в выборке {\displaystyle \xi }, сделать выводы о настоящем значении параметра {\displaystyle \theta }.

## Точечная оценка
Оценка является случайной величиной так как представляет собой функцию от случайных величин {\displaystyle X_{1},\ldots ,X_{n}}:
{\displaystyle {\hat {\theta }}={\hat {\theta }}(X_{1},\ldots ,X_{n})}
Функция распределения оценки зависит от распределения величины {\displaystyle X} (и от параметра {\displaystyle \theta }), а также от размера выборки {\displaystyle n}.
Оценка {\displaystyle {\hat {\theta }}} может обладать рядом «хороших» свойств:
- Состоятельная оценка — при увеличении числа опытов оценка {\displaystyle {\hat {\theta }}} сходится по вероятности к параметру {\displaystyle \theta }
- Несмещённая оценка — если математическое ожидание оценки совпадает с оцениваемым параметром {\displaystyle M[{\hat {\theta }}]=\theta }
- Эффективная оценка — если дисперсия несмещённой оценки {\displaystyle D[{\hat {\theta }}]} является минимальной по сравнению с другими оценками

На практике не всегда есть возможность получать оценки с заданными свойствами, из-за чего приходится довольствоваться компромиссными вариантами.

## Интервальная оценка
Для оценивания промежутка, на котором лежит оцениваемый параметр {\displaystyle \theta }, можно использовать следующие методы:
- Метод доверительных интервалов
- Метод фидуциальных интервалов
- Достоверный Байесовский интервал (англ. Credible interval)